# El nido
El nido é um filme de drama espanhol de 1980 dirigido e escrito por Jaime de Armiñán. Foi indicado ao Oscar de melhor filme estrangeiro na edição de 1981, representando a Espanha.

## Elenco
- Héctor Alterio- Don Alejandro
- Ana Torrent- Goyita
- Luis Politti- Don Eladio
- Agustín González- Sargento
- Patricia Adriani- Marisa
- María Luisa Ponte- Amparo
- Mercedes Alonso- Mercedes
- Luisa Rodrigo - Gumer
- Amparo Baró- Fuen
- Ovidi Montllor- Manuel